# Чжан Чжичжэнь
Чжан Чжичжэнь (кит. упр. 张之臻, пиньинь Zhang Zhizhen; род. 16 октября 1996, Шанхай) — китайский теннисист. Серебряный призёр Олимпийских игр 2024 года в миксте; полуфиналист турнира Большого шлема в парном разряде (Открытый чемпионат Австралии-2024); победитель одного турнира ATP в парном разряде; чемпион Азиатских игр 2022 года в одиночном разряде.

## Спортивная карьера
В 2015—2022 годах стал победителем трёх турниров серии «челленджер» и двух турниров серии «фьючерс» в одиночном разряде.
И в 2014—2017 годах стал победителем ещё двух турниров серии «челленджер» и двух турниров серии «фьючерс» в парном разряде.

### 2024
В январе 2024 года дошёл до полуфинала Открытого чемпионата Австралии вместе с чехом Томашем Махачем, где они проиграли Рохану Бопанне и Мэттью Эбдену со счётом: 3-6, 6-3, 6-7, — а их соперники в итоге стали чемпионами турнира.
Он также участвовал в одиночном разряде этого турнира, где во втором круге соревнований проиграл французу Юго Эмберу со счётом: 2-6, 7-5, 1-6, 6-7.
В феврале 2024 года стал победителем турнира ATP 250 в Марселе (Франция) в парном разряде вместе с чехом Томашем Махачем, где они в финале победили финнов Эмиля Руусувуори и Патрика Никлас-Сальминена со счётом: 6-3, 6-4.
В мае дошёл до 1/4 финала турнира серии Мастерс на грунте в Риме. Это был второй в карьере четвертьфинал на Мастерсе в карьере Чжана. После турнира поднялся на высшее в карьере 42-е место в рейтинге.
В сентябре 2024 года стал финалистом турнира ATP 250 в Ханчжоу (Китай), где он в полуфинале победил соотечественника Бу Юньчаокэтэ со счётом 7-6(3), 6-4, но в финале проиграл опытному хорвату Марину Чиличу со счётом 6-7(5), 6-7(5).

## Рейтинг на конец года
| Год  | Одиночный рейтинг | Парный рейтинг |
| 2023 | 58                | 627            |
| 2022 | 99                | 490            |
| 2021 | 321               | 577            |
| 2020 | 164               | 731            |
| 2019 | 138               | 606            |
| 2018 | 360               | 376            |
| 2017 | 342               | 272            |
| 2016 | 840               | 471            |
| 2015 | 413               | 706            |
| 2014 | 1 297             | 1 033          |

## Выступления на турнирах

### Финалы турнировATPв одиночном разряде (1)

#### Поражение (1)
| №  | Дата             | Турнир         | Покрытие | Соперник в финале | Счёт          |
| 1. | 24 сентября 2024 | Ханчжоу, Китай | Хард     | Марин Чилич       | 6-7(5) 6-7(5) |

### Финалы турниров ATP в парном разряде (1)

#### Победа (1)
| Легенда                     |
| --------------------------- |
| Турниры Большого шлема (0)* |
| Итоговый турнир ATP (0)     |
| Олимпиада (0)               |
| Мастерс (0)                 |
| АТР 500 (0)                 |
| АТР 250 (0+1)               |

| Титулы по покрытиям | Титулы по месту проведения матчей турнира |
| ------------------- | ----------------------------------------- |
| Хард (0+1)*         | Зал (0+1)                                 |
| Грунт (0)           | Зал (0+1)                                 |
| Трава (0)           | Открытый воздух (0)                       |
| Ковёр (0)           | Открытый воздух (0)                       |

* количество побед в одиночном разряде + количество побед в парном разряде.
| №  | Дата            | Турнир           | Покрытие   | Партнёр     | Соперники в финале                      | Счёт    |
| 1. | 11 февраля 2024 | Марсель, Франция | Хард (зал) | Томаш Махач | Патрик Никлас-Салминен Эмиль Руусувуори | 6-3 6-4 |

### Финалы Олимпийских турниров в смешанном парном разряде (1)

#### Поражение (1)
| №  | Год  | Турнир         | Покрытие | Партнёр    | Соперники в финале            | Счёт           |
| 1. | 2024 | Париж, Франция | Грунт    | Ван Синьюй | Катерина Синякова Томаш Махач | 2-6 7-5 [8-10] |